# 約翰·杜阿爾特
约翰·斯科特·杜阿尔特（英語：John Scott Duarte，1966年9月9日—）是一位美国政治人物，共和黨籍，自2023年起担任代表加利福尼亞州第13国会选区聯邦眾議員。

## 政治立场
杜阿尔特曾表示，“我不关心政党政治”，并且“我会反对 [Woke]。”我将反对极端保守派。

## 外部連結
- 官方网站
- John Duarte for Congress （页面存档备份，存于） campaign website
- 美國國會國家人物傳記大辭典中的傳記
- 由華盛頓郵報維護的投票記錄
- 智慧投票计划中的傳記、投票紀錄及利益集團評級
- 聯邦選舉委員會中的競選財務報告和數據
- C-SPAN內的頁面（英文）